# Gens Caesia
La Gens Caesia fu una famiglia di origini plebee che compare come tale alla fine del periodo repubblicano. 
I suoi membri più famosi sono Marco Caesio, pretore nel 75 a.C. in Sicilia; Lucio Caesio amico di Marco Tullio Cicerone e Tito Caesio discepolo di Servio Sulpicio e anch'egli amico de Cicerone.
Alla gens Caesia sono da ricondurre i toponimi quali Cesio, Cesana, Cesiomaggiore, Cesano ed i nomi Cesira e Cesio.